# Persécution des zoroastriens

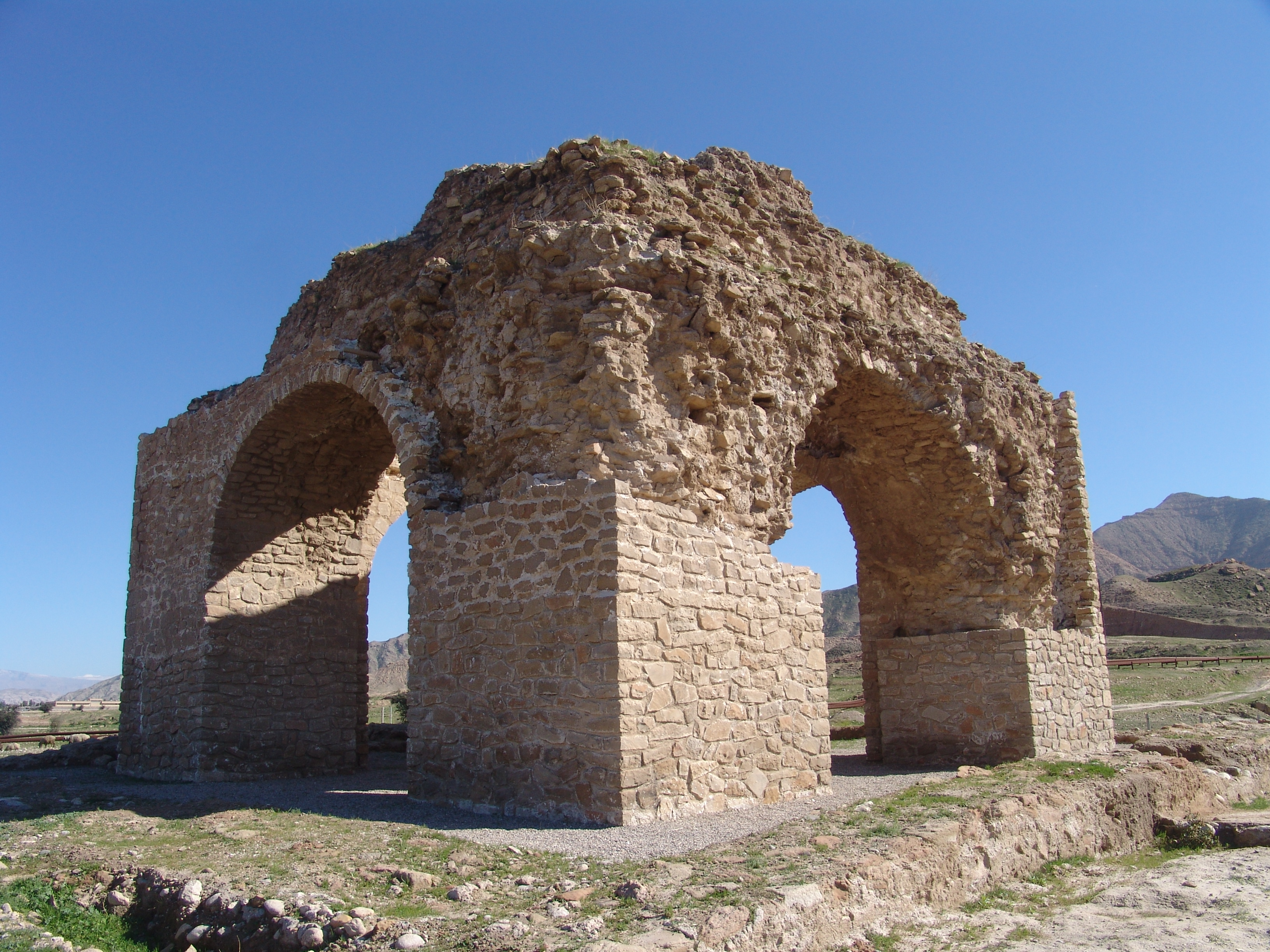
Ruines d’un temple du feu.

La persécution des zoroastriens est la persécution religieuse infligée aux disciples du zoroastrisme tout au long de son histoire. Cette discrimination et ce harcèlement ont commencé sous la forme de violence éparse et de conversions forcées. Les zoroastriens sous la domination des musulmans, qui ont détruit des temples du feu, devaient payer une taxe appelée djizîa.
Les lieux de culte zoroastriens ont été profanés, les sanctuaires ont été détruits et des mosquées construites à leur place. Beaucoup de bibliothèques ont été brûlées et beaucoup d’héritage culturel fut perdu. Peu à peu, le nombre de lois réglementant le comportement zoroastrien et limitant leur capacité à participer à la société s’accrut. Au fil du temps, la persécution des zoroastriens est devenue plus courante et répandue, et le nombre de croyants a considérablement diminué.
Une fois qu’une famille zoroastrienne était convertie à l’islam, les enfants étaient envoyés à l’école islamique pour apprendre l’arabe et les enseignements de l’islam, de sorte que certaines de ces personnes ont perdu leur foi zoroastrienne. Cependant, sous les Samanides, qui étaient des zoroastriens convertis à l’islam, la langue persane a prospéré. À l’occasion, le clergé zoroastrien a aidé les musulmans contre ceux qu’ils considéraient comme des hérétiques au zoroastrisme.
Avant l’invasion arabe, les zoroastriens et les communautés juives de la Perse pré-islamique coexistaient pacifiquement pendant des centaines d’années. (Συμποσιακά) Ceci est également reflété dans certains des livres plus tardifs de l’Ancien Testament.

## Conquête islamique
Jusqu’à l’invasion arabe et à la conquête musulmane qui s’est ensuivie, au milieu du VIIe siècle, la Perse était un État politiquement indépendant s’étendant de la Mésopotamie à l’Indus et dominé par une majorité zoroastrienne,,. Le zoroastrisme était officiellement religion d’État de quatre empires pré-islamiques persans. Le dernier fut l’empire sassanide qui a passé un décret solidifiant ce fait en 224 EC,. L’invasion arabe a brusquement mis un terme à la domination religieuse du zoroastrisme en Perse et a institué l’islam comme religion officielle d’État,,.
Après la conquête musulmane de la Perse, les zoroastriens ont reçu le statut de dhimmis. La discrimination et le harcèlement ont commencé sous la forme d’une violence clairsemée. Ceux qui payaient la jizya étaient soumis aux insultes et à l’humiliation par les percepteurs,,. Les zoroastriens capturés comme esclaves à la guerre étaient affranchis s’ils se convertissaient à l’islam.
Beaucoup de temples du feu, avec leurs quatre ouvertures axiales en arc, étaient habituellement transformés en mosquées simplement en plaçant un mihrab à la place de l’arc le plus proche de la qibla. On trouve des temples zoroastriens convertis de cette manière en mosquées à Bukhara, ainsi qu’à Istakhr et près d’autres villes perses. Les villes urbaines où les gouverneurs arabes avaient établi leurs quartiers étaient les plus vulnérables à ce type de persécution religieuse : de grands temples du feu furent transformés en mosquées, et les citoyens ont été contraints de se conformer ou de prendre la fuite. Beaucoup de bibliothèques ont été brûlées et beaucoup d’héritage culturel a été perdu.
Peu à peu, le nombre de lois réglementant le comportement zoroastrien s’accrut, limitant la capacité des zoroastriens à participer à la société et leur rendant la vie difficile afin de les forcer à se convertir à l’islam. Avec le temps, la persécution des zoroastriens se répandit et devint plus courante, et le nombre de croyants diminua considérablement. Beaucoup se sont convertis, certains superficiellement, pour échapper à l’abus systématique et la discrimination légale. D’autres ont accepté l’islam parce que leur emploi dans le travail industriel et artisanal les rendrait, aux termes du dogme zoroastrien, impurs, leur travail impliquant le feu qui souillait. Selon Thomas Walker Arnold, les missionnaires musulmans ne rencontrèrent pas de difficulté à expliquer les doctrines islamiques aux zoroastriens, car il y avait beaucoup de similitudes entre les croyances. Selon Arnold, pour le Persan, il rencontrerait Ahura Mazda et Ahriman sous les noms d’Allah et d’Iblis.
Une fois une famille zoroastrienne convertie à l’islam, les enfants devaient aller à l’école religieuse musulmane et apprendre l’arabe et les enseignements du coran, et perdaient leur identité zoroastrienne. Ces facteurs ont continué à contribuer à augmenter les taux de conversion du zoroastrisme à l’islam. Un savant persan a commenté : « Pourquoi tant de personnes ont-elles dû mourir ou souffrir ? Parce qu’un côté était déterminé à imposer sa religion à l’autre qui ne pouvait pas la comprendre. »

## De 642 auXesiècle
Au VIIe siècle, la Perse succomba aux envahisseurs arabes. La mort de Yezdegerd, traitreusement assassiné en 651 après sa défaite à la bataille de Wāj Rudh, la lignée sassanide a pris fin et avec elle, le zoroastrisme, qui avait été religion d’État pendant plus de mille ans, pour laisser la place à l’islam comme religion nationale de la Perse.
Au cours des siècles suivants, les zoroastriens ont fait face à de nombreuses discriminations, persécutions et harcèlements religieuses, étant identifiés comme najis (pollués) et impurs aux musulmans, ce qui les rendait inaptes à vivre aux côtés des musulmans et les a obligés à évacuer les villes et à subir des sanctions majeures. Dans toutes les sphères de la vie, les zoroastriens ont été soumis à l’humiliation publique par la réglementation vestimentaire, à être étiquetés comme najis et exclus des domaines de la société, de l’éducation et du travail.

## Les califes Rashidun (642-661 CE)
Sous les quatre premiers califes, la Perse est restée principalement zoroastrienne. Le calife Omar a octroyé le statut de Gens du Livre ou de dhimmis au zoroastriens, bien que certaines de leurs pratiques aient été interdites comme contraires à l’islam,.
Lorsque la capitale perse de Ctésiphon dans la province de Khvârvarân, dans l’actuel Irak, est tombée aux mains des musulmans pendant la conquête islamique de la Perse en 637 sous le commandement militaire de Sa`d ibn Abi Waqqas pendant le califat d’Omar, les palais et leurs archives ont été brûlés. Selon les Chroniques de Tabari de Tabarî, Sa`d ibn Abi Waqqas a écrit au calife Omar pour lui demander quoi faire avec les livres de Ctésiphon. Omar lui a répondu : « Si ces livres sont en contradiction avec le coran, ils sont blasphématoires. Si, en revanche, ils sont en accord, ils ne sont pas nécessaires, car le coran nous suffit. L’immense bibliothèque fut ainsi détruite et les livres, produit de générations de savants et de chercheurs persans ont été jetés au feu ou dans l’Euphrate. Près de 40 000 nobles perses capturés furent réduits en esclavage et vendus en Arabie. Les Arabes appelaient les Perses « ajam » signifiant étranger. La première voix de la protestation vint de Piruz Nahavandi, un artisan perse asservi, qui assassina Omar. Lorsque la ville du sud d’Istakhr, un centre religieux zoroastrien, a opposé une résistance rigide aux envahisseurs arabes, 40 000 habitants furent massacrés ou pendus.

## Les Omeyyades (661-750 CE)
Les califes furent suivis par les omeyyades qui régnaient en Syrie. La persécution s’accrut au VIIIe siècle, sous le règne de ces derniers, dont les prédécesseurs dynastiques avaient conquis la plus grande partie du dernier État zoroastrien en 652,. La jizya a été imposée aux zoroastriens et la langue officielle de la Perse devint l’arabe au lieu du persan local. En 741, les omeyyades ont décrété officiellement que les non-musulmans étaient exclus des fonctions gouvernementales.
À cette époque, les musulmans iraniens ont commencé une nouvelle tradition faisant apparaître l’islam comme une religion partiellement iranienne lorsqu’ils ont souligné qu’un Iranien, Salman le Perse avait eu une grande influence sur le prophète Mahomet. Un autre mythe a été créé selon lequel Hussein, fils du quatrième calife, avait épousé une princesse sassanide, nommée Shahr-Banu, dont le fils est devenu le quatrième imam musulman (et a commencé la branche chiite de l’islam). Ceci a permis aux musulmans iraniens de croire que l’islam chiite dérivait de la royauté sassanide,. Ces deux croyances ont facilité la conversion des zoroastriens. Un exemple d’oppression religieuse est mentionné quand un gouverneur arabe a nommé un commissaire pour superviser la destruction des sanctuaires dans tout l’Iran, sans tenir compte des obligations conventionnelles. Un des califes omeyyades a dit : « Trais les Perses et une fois leur lait asséché, suce leur sang ».
Yazid-ibn-Mohalleb, général sous les omeyyades, fut nommé chef d’une grande armée pour diriger l’expédition contre le Tabaristan. Sur le chemin du Tabaristan, le général a ordonné que les captifs soient pendus des deux côtés de la route afin que l’armée arabe victorieuse passe entre eux. L’attaque sur le Tabaristan a échoué, mais il a établi son contrôle à Gorgan. Par les ordres de Yazid-ibn-Mohalleb tant de Persans furent décapités à Gorgan que leur sang mélangé avec l’eau alimentait la meule pour produire autant qu’un repas par un jour pour lui, comme il l’avait juré,. L’étendue de sa brutalité se représente en faisant couler des moulins à eau par le sang des gens pendant trois jours et il nourrit son armée avec le pain fait de cette farine très sanglante. Mais, Tabarestan est resté invincible jusqu’à ce que la majorité de zoroastriens a émigré vers Inde et le reste convertis à l’islam progressivement.

## Les Abbassides (752-804 CE)
Les Omeyyades ont été suivis par la dynastie abbasside qui est arrivée au pouvoir avec l’aide des musulmans iraniens. La persécution des zoroastriens a considérablement augmenté sous les Abbassides, les temples et sanctuaires sacrés ont été détruits. Aussi pendant le règne abbasside, le statut des zoroastriens dans les terres de Perse a été réduit de celui de dhimmi, les gens qui ont été protégés par l’État et généralement considérés comme « peuple du Livre ») à celui de kafir (mécréant),. En conséquence, les zoroastriens n’ont plus eu les mêmes droits et le statut que les juifs et les chrétiens. Les musulmans iraniens ont été accueillis à la cour, mais pas les zoroastriens qui se sont vu refuser l’accès aux bains parce que leur corps était pollué.
Peu de familles zoroastriennes employées par les Abbasides purent éviter la conversion à l’islam. Leur dureté envers les mécréants et leur mécénat somptueux des musulmans persans a fait des abbassides des ennemis mortels du zoroastrisme. D’après Dawlatshah, Abd Allah ben Tâhir, un Persan arabisé gouverneur du Khorasan pour les califes abbassides interdit la publication en persan et ordonna à tous les zoroastriens d’apporter leurs livres religieux pour être jetés au feu,. En conséquence, beaucoup d’œuvres littéraires rédigées en pahlavi ont disparu. Les zoroastriens sont devenus, pour la première fois, une minorité en Iran sous la dynastie abbasside. L’époque abbasside a néanmoins connu des cas de tolérance pendant, particulièrement sous le règne d’Al-Muʿtas̩im qui a fait fouetter un imam et un muezzin pour avoir détruit un temple du feu et remplacé par une mosquée.

## Les Saffarides (869-903 CE)
Au centre politique de l'État sassanide, en Irak, où les Saffarides succédèrent aux Abbassides, les zoroastriens, n’ayant pas de roi, vivaient sous la direction de leur grand prêtre. En conséquence, les institutions zoroastriennes, qui étaient considérées comme des appendices du gouvernement royal et de la famille, subirent de nombreuses destructions et confiscations. Le clergé zoroastrien étroitement associé aux structures de puissance de l’empire persan a, par conséquent, rapidement décliné après avoir été privé de l’appui de l’État,.

## Les Samanides (819-999 CE)
Les Samanides, dynastie iranienne appartenant à la noblesse théocratique zoroastrienne volontairement convertie à l’islam sunnite, reprit le pouvoir après la conquête arabe. Durant leur règne, environ 300 ans après la conquête arabe, des temples du feu étaient encore présents dans presque toutes les provinces de la Perse, y compris le Khorasan, le Kirman, le Sijistan et d’autres zones sous contrôle samanide. Selon al-Shahrastani, il y avait, à l’époque, des temples du feu même à Bagdad. L’historien arabe de Bagdad Al-Mas'ûdî, qui a écrit un traité complet sur l’histoire et la géographie vers 956, constate qu’après la conquête : 

« Le zoroastrisme, pour le moment, a continué d’exister dans de nombreuses régions de l’Iran. Non seulement dans les pays qui sont venus relativement tard sous la domination musulmane (Tabaristan, par exemple), mais aussi dans les régions devenues des provinces de l’empire musulman. Dans presque toutes les provinces iraniennes, d’après Al Masudi, on trouve des temples du feu – les Madjus, vénèrent de nombreux temples du feu en Irak, Fars, Kirman, Sistan, Khurasan, Tabaristan, Djibal, Azerbaïdjan et Arran. »

Il a également ajouté le Sindh et Sin du sous-continent indien (Al-Hind) à cette liste. Cette déclaration générale d’al-Masudi est entièrement soutenue par les géographes médiévaux qui font mention de temples du feu dans la plupart des villes iraniennes.

## XeauXXesiècle

### Migration vers l’Inde

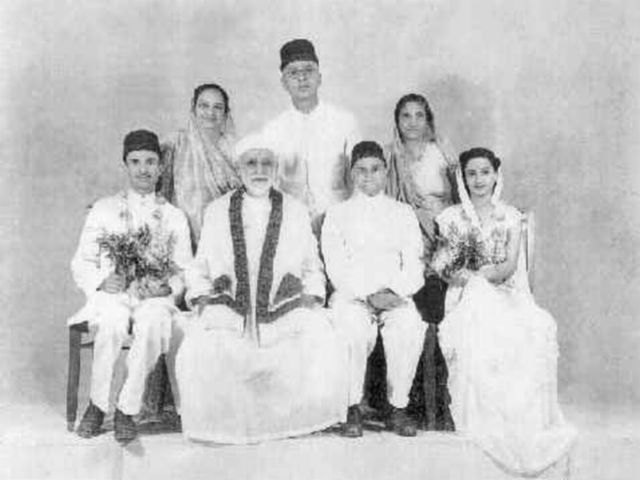
Photo de mariage parsi, 1948.

Au début du Xe siècle, un petit groupe de zoroastriens vivant autour de la ville de Nyshapour et du fort de Sanjan dans la province de (plus grand) Khorasan, a décidé que l’Iran n’était plus sûr pour les zoroastriens et leur religion. Émigrés en Inde, ils se rendirent à l’île de Hormazd dans le golfe Persique et, après trois ans de préparation, se mirent en route pour l’Inde. Ils ont abordé, en 936, sur l’île Diu de la côte du Gujarat, où ils ont vécu environ 20 ans en grande difficulté. Ils ont appris la langue locale et ont présenté leur cas à Jadi Rana, le roi hindou de cette région.
En échange de quelques promesses sur leur conduite, Jadi Rana leur a permis de s’installer dans son royaume. Les réfugiés ont accepté les conditions et fondé l’établissement de Sanjan (Gujarat), qui aurait été nommé d’après la ville de leur origine (Sanjan, près de Merv, dans le Turkménistan actuel). qu’ils avaient quitté en Iran près de 30 ans auparavant. Ils ont consacré leur premier feu Atash Behram dans les cinq ans qui ont suivi Sanjan (Gujarat). Ceci a attiré d’autres zoroastriens de l’Iran et aussi quelques zoroastriens individuellement venus au cours des années et se sont installés dans diverses parties de l’Inde occidentale. Ce premier groupe a été suivi par un second groupe, également du Grand Khorasan, dans les cinq ans de la première, et cette fois ayant des instruments religieux avec eux (le alat). En plus de ces Khorasani ou Kohistanis – peuples des montagnes, comme les deux premiers groupes ont initialement été appelés – au moins un autre groupe est dit être venu par terre de Sari (dans Mazandaran actuel, l’Iran). Après cela, il y eut plusieurs petites migrations de différentes parties de l’Iran dans la même région de l’Inde, chaque vague apportant avec elle ses propres manières d’effectuer les cérémonies et le rite zoroastriens.
Après ce début des Parsis en Inde, ils ont depuis vécu en paix avec les hindous avec lesquels leur relation est harmonieuse. Cette communauté, qui existe encore dans l’Inde occidentale, renferme actuellement la plus grande concentration de zoroastriens au monde. "Les légendes parsies concernant la migration de leurs ancêtres vers l’Inde représentent une bande assiégée de réfugiés religieux échappant à la dure loi des fanatiques envahisseurs musulmans afin de préserver leur foi antique,. Le poème épique Qissa-i-Sanjan (Histoire de Sanjan) est un compte rendu des premières années des colons zoroastriens sur le sous-continent indien. Ce n’est que récemment que les parsis ont pris conscience de l’ampleur de l’oppression que leurs ancêtres en Iran ont dû endurer.

## Les Safavides (1502-1747 CE)
Les zoroastriens ont connu des moments difficiles pendant la période safavide. Ils ont été confrontés à des persécutions répétées et à des conversions forcées. Les rois safavides ont tenté de les contraindre à accepter le chiisme, les sunnites aussi ont été forcés de se convertir au chiisme ou ont été tués. En plus d’être « infidèles », les zoroastriens ont également été marqués comme impurs. Ainsi, au début du siècle, cette période a également été marquée par des campagnes sporadiques de conversion des Arméniens et des zoroastriens, mettant l’accent sur les maux économiques et autres sur ces minorités et d’autres minorités dont la participation aux exportations d’épices était bien connue.
Au début du XVIe siècle, le grand roi safavide, Shah Abbas Ier, installa un certain nombre de zoroastriens dans une banlieue de sa nouvelle capitale, Isfahan. Cette banlieue où habitaient les zoroastriens s’appelait Gabr-Mahal, Gabristan ou Gabrabad, dérivée du mot « Gabr ». Les Européens qui ont visité son tribunal ont laissé des comptes des Gabars ou des Gabrs, (un terme insultant pour les zoroastriens employé par les musulmans.), d’accord sur la pauvreté et la simplicité de leur vie. Craignant la profanation par les musulmans, les zoroastriens ont caché les feux sacrés, et conversé dans un dialecte nouvellement inventé appelé « dari ». Par la suite, les rois safavides ne furent pas aussi tolérants que Shah Abbas. Muhammad Baqir Majlisi a persuadé le sultan Husayn (1688-1728) de décréter la conversion forcée des zoroastriens, ceux qui refusèrent furent mis à mort.
Les récits de Mino Khirad, écrits pendant la période savafide, montrent que les zoroastriens étaient harcelés par la majorité chiite et leurs lieux de culte constamment menacés d’être détruits. En 1707, quand Cornelis de Bruijn a visité Isfahan, les zoroastriens n’étaient plus capables de pratiquer librement leur religion. Il note que les zoroastriens les plus démunis avaient été amenés à Ispahan et forcés de devenir musulmans trois ans plus tôt. En 1821, Robert Ker Porter, qui visite Isfahan, note qu’il n’y avait pratiquement pas de zoroastriens à Isfahan et que Gabrabad était en ruines.
Certains zoroastriens ont également fui vers l’Empire ottoman voisin, principalement dans les zones kurdes.

## Dynastie qadjare (1796-1925)

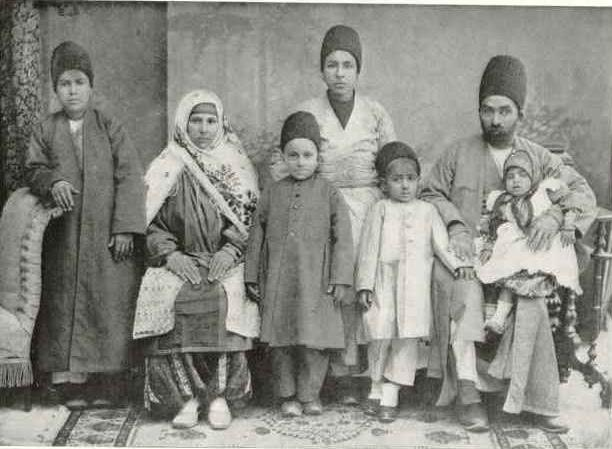
Une famille zoroastrienne dans l’Iran qadjar, vers 1910.

Un astrologue zoroastrien nommé Mulla Gushtasp avait prédit la chute de la dynastie Zand à l’armée Qajar à Kerman. En raison de la prévision de Gushtasp, les zoroastriens de Kerman ont été épargnés par l’armée conquérante d’Agha Mohammad Shah, le chef eunuque de la tribu Qadjare qui fit assassiner et crever les yeux du dernier chah de la dynastie Zand, pour s'emparer du trône et fonder la dynastie qadjare en 1794. En dépit de l’incident favorable susmentionné, les zoroastriens pendant la dynastie qadjare sont restés dans les affres et leur population a continué à diminuer. Même pendant le règne d’Agha Mohammad Shah, le fondateur de la dynastie, de nombreux zoroastriens ont été tués et certains ont été capturés en Azerbaïdjan. Les zoroastriens considèrent la période qadjare comme une de leurs pires.
Beaucoup de visiteurs étrangers à l’Iran de l’époque ont noté leur situation pitoyable,. Le voyageur A. V. Williams Jackson (en) a noté que les zoroastriens vivaient dans la crainte constante de la persécution par les extrémistes musulmans et que leur vie étaient en danger chaque fois que l’esprit fanatique de l’islam éclatait, tel que celui dont il a été témoin à Yazd. Selon Edward Granville Browne, le mur des maisons zoroastriennes devait être inférieur à celui des musulmans et interdit de marquer leurs maisons avec des signes distinctifs. Interdiction était faite aux zoroastriens d’ériger de nouvelles maisons et de réparer les anciennes,.
Diverses méthodes ont été utilisées pour prosélytiser les minorités. Selon une loi, si un membre de la famille se convertissait à l’islam, il elle avait droit à tout l’héritage,,. Il leur était interdit de prendre des occupations lucratives. La communauté était considérée comme paria, impure et intouchable. Les zoroastriens et leur nourriture étaient considérés comme impurs,. Beaucoup d’endroits publics refusaient de les servir. Quand ils faisaient leurs courses au bazar, on ne leur permettait pas de toucher de nourriture ou de fruits. On les menaçait de conversions forcées, d'être battus et écorchés, et leurs sanctuaires religieux étaient régulièrement profanés. Harcèlements et persécution quotidien étaient la norme. Les zoroastriens étaient souvent attaqués et battus par les musulmans dans les rues. Les meurtres de zoroastriens restaient impunis. 
Les zoroastriens étaient soumis à des discriminations publiques au moyen de statuts vestimentaires,, interdits de porter des vêtements neufs ou blancs et contraints par ordonnance de porter des vêtements jaune terne comme insigne distinctif,,. Il était interdit à tous les zoroastriens de porter des manteaux, des lunettes, des pèlerines, des pantalons, des chapeaux, des bottes, des chaussettes, de serrer étroitement et soigneusement leurs turbans, de montres ou des bagues. En revanche, ils étaient obligés de porter de longues robes appelées qaba et des espadrilles (geeveh) en coton, même l’hiver. Les jours de pluie, ils n’avaient pas le droit d’avoir de parapluies ou d’apparaitre en public, de crainte que l’eau leur ayant coulé sur leur corps et à travers leurs vêtements ne pollue les musulmans. À Yazd, les zoroastriens devaient porter un grand châle qu’ils devaient placer sous leurs pieds de façon à empêcher le tapis d’être pollué lorsqu'ils se rendaient chez un musulman. Ils ne pouvaient monter que des mules ou des ânes,,,, les chevaux de selle leur étant interdits, et devaient démonter face à un musulman. La proscription générale contre la monte des chevaux et des ânes aux zoroastriens n'a été levée qu’en 1923 par Reza Shah.
Outre tous les tourments qu'ils devaient subir, les zoroastriens devaient payer un lourd impôt religieux connu sous le nom de jizya. Les sources zoroastriennes mentionnent la méthode de perception comme visant à humilier les dhimmis contraints de rester debout pendant que le percepteur était assis sur un trône élevé. Après avoir reçu le paiement, l’officier donnait au dhimmi un coup sur le cou et le chassait rudement. Le public était invité à assister au spectacle. Les collecteurs d’impôts arabes se moquaient du cordon appelé kushti que portaient les zoroastriens, l’arrachant des fidèles aux abois pour le leur accrocher au cou. Parfois, la corruption des percepteurs était telle qu'il collectait deux, voire trois fois le chiffre officiel, parce que chaque intermédiaire devait toucher sa part. Si les familles ne pouvaient pas se permettre de payer la jizya, leurs enfants étaient battus et même torturés et leurs livres religieux jetés au feu, d’où le terme de « sans livre ». Forcés de se convertir dans des conditions lamentables, certains se déclaraient musulmans, prenaient un nom musulman, mais continuaient à pratiquer le zoroastrisme en secret. Aujourd’hui, le dernier groupe parmi les zoroastriens est connu comme « jaddid » (« nouveau » en arabe). En réponse à la politique de persécution et de ségrégation, la communauté zoroastrienne est devenue fermée, introvertie et statique.
Tout du long de la dynastie Qajar, les massacres zoroastriens n’eurent de cesse. Les deux derniers mentionnés dans les villages autour de la ville de Boarzjan et de Turkabad près de Yazd. Aujourd’hui, le village de Maul Seyyed Aul près de Borazjan, parmi la population locale est connue comme « site de mise à mort » (Ghatl-GAUH exploité). et les noms de famille zoroastrienne de Turk, Turki, Turkian et Turkabadi reflètent la lignée des survivants de Turkabad. Dans les années 1850, Gobineau, alors ambassadeur français en Iran, a écrit : « Il n'en reste que 6 000 et seul un miracle peut les sauver de l’extinction. Ce sont les descendants des personnes qui, un jour, ont gouverné le monde. »
En raison de l’ampleur de l’oppression et la misère, de nombreux zoroastriens osèrent le voyage dangereux en Inde. Ceux qui ne pouvaient se permettre de prendre le bateau, risquaient leur vie dans des traversées du désert hostile à dos d’âne, voire à pied. En Inde, où ils étaient reconnus comme « sedreh (en) » et kushti et abrités par leurs frères parsis, ils ont formé la deuxième grande communauté zoroastrienne indienne connue sous le nom d’« Iranis ».

## Émissaires à l’Iran
Quand les nouvelles du sort réservé aux zoroastriens iraniens a atteint les Parsis, qui à cette époque étaient devenus très prospères, ces derniers ont mis en place des fonds parsis pour les aider et des émissaires ont été envoyés en Iran. Le philanthrope parsi, Maneckji Limji Hataria (en), envoyé pour les aider, ne trouva que 7 711 zoroastriens à Kerman, Yazd et Téhéran. Grâce à son influence auprès du gouvernement britannique, il a réussi à faire lever une partie de la répression contre les zoroastriens. La minorité zoroastrienne a payé la jizya jusqu’en 1882, date à laquelle le Fonds d’Amélioration zoroastrienne persique a fait pression sur le gouvernement Qajar pour qu’elle soit levée.

## République islamique d’Iran (1979-aujourd'hui)
La Révolution islamique de 1979 a été tout aussi traumatisante pour les derniers zoroastriens, dont le nombre s’est réduit de façon drastique,. Immédiatement après la Révolution, au cours du gouvernement intérimaire de Mehdi Bazargan, les révolutionnaires musulmans sont entrés dans le principal temple du feu zoroastrien à Téhéran et retiré le portrait du prophète Zoroastre pour le remplacer par celui de Khomeiny. »
L’Organisation des Nations Unies et d’autres organisations non gouvernementales considèrent l’Iran – avec l’Arabie Saoudite et le Soudan – comme parmi les pires responsables du monde contre la liberté religieuse. Les membres des minorités religieuses sont, tant dans la loi que la pratique, interdits d’élection à un organe représentatif (à l’exception des sièges dans les majles réservés aux minorités, comme prévu par la Constitution) et de tenir le gouvernement senior ou des positions militaires. Ils souffrent également de discrimination dans le système juridique, recevant des prix inférieurs pour les blessures et la mort dans les procès, et encourent des peines plus lourdes que les musulmans. Les musulmans sont libres d’épouser des non-musulmanes, tandis que les mariages entre musulmanes et non-musulmans ne sont pas reconnus,.

## Persécution de minorités zoroastriennes par d’autres zoroastriens
Le mazdakisme a été considéré par la hiérarchie zoroastrienne comme une hérésie et par conséquent persécuté par les dirigeants sassanides zoroastriens. En 524 ou 528, le dirigeant sassanide Khosro I a lancé une campagne contre les mazdéens, qui s'est soldée par un massacre où la plupart des adhérents, dont Mazdak lui-même, furent tués, et restauré le zoroastrisme orthodoxe comme religion d’État.
Divers récits spécifient le chemin de la mort : par exemple, le Livre des rois indique que les 3 000 mazdéens furent enterrés vivants les pieds vers le haut afin de présenter à Mazdak le spectacle d’un « jardin humain ». Mazdak lui-même a été pendu la tête en bas et a tiré avec d’innombrables flèches, mais d’autres histoires précisent d’autres méthodes de torture et d’exécution. Dans tous les cas, Anushiravan a ensuite procédé à la mise en œuvre de ses propres profondes réformes sociales et administratives. Le mazdakisme à presque disparu après le massacre. Il y a eu, par la suite, des cas où le clergé zoroastrien a été assisté par des musulmans contre les zoroastriens que le clergé zoroastrien considérait comme hérétiques ou séparatistes.

## Persécution des zoroastriens par les chrétiens
Selon Mary Boyce, les zoroastriens vivant en chrétienté en Asie Mineure ont subi un préjudice, notamment pendant le long conflit entre l’Empire romain et la Perse. Les chrétiens vivant sur le territoire sassanide ont détruit beaucoup de temples du feu et de lieux de culte zoroastriens. Les prêtres chrétiens ont délibérément éteint le feu sacré des zoroastriens et caractérisé ses adeptes comme « adeptes du méchant Zardusht (Zoroastre), servant de faux dieux et les éléments naturels. »